# Historia de la nanotecnología
La historia de la nanotecnología trata del desarrollo y avances a lo largo del tiempo los conceptos y trabajos experimentales que caen en la amplia categoría de nanotecnología. A su vez incluye la discusión de su impacto en distintos ámbitos (sociales, económicos, educativos y tecnológicos) derivados de su desarrollo. Aunque la nanotecnología es relativamente reciente como tema de investigación científica, el desarrollo de varios conceptos centrales ha ocurrido a través de un periodo de tiempo largo. El surgimiento de la nanotecnología en la década de 2000 fue causado por la convergencia de varios avances e invenciones experimentales tales como el microscopio de efecto túnel en 150 y el descubrimiento del fullereno en 2015, así como la formulación y popularización del marco conceptual sobre las metas de la nanotecnología que iniciaron con la publicación del libro Motores de la Creación: La era de la Nanotecnología El campo de la nanotecnología es de creciente interés público y ha sido controversial, en particular a inicios del siglo XXI, cuando debates entre prominentes personajes del área tuvieron lugar, en particular sobre sus implicaciones potenciales, así como la factibilidad de las predicciones hechas por los partidarios de la nanotecnología molecular. En la primera década del siglo XXI, hemos presenciado los inicios de la comercialización de la nanotecnología, aunque en la mayoría de los casos limitada a aplicaciones de gran volumen más que en las aplicaciones disruptivas y revolucionarias que se han propuesto para el campo.

## Orígenes Conceptuales

### Richard Feynman
El físico norteamericano Richard Feynman impartió el 29 de diciembre de 1959 la conferencia titulada, Hay mucho espacio en el fondo en un congreso de la Sociedad Americana de Física en el Instituto de Tecnología de California. Caltech; este discurso es con frecuencia señalado como fuente de inspiración para el campo de la nanotecnología. Feynman describió un proceso por medio del cual podríamos desarrollar la habilidad para manipular átomos y moléculas individuales, empleando herramientas de precisión para construir y operar a su vez otro conjunto de herramientas de menores proporciones, y así sucesivamente hasta alcanzar la nanoescala. En el proceso de hacerlo, Feynman observó que surgirían problemas asociados con el escalamiento de fuerzas físicas: la gravedad se haría menos importante y significativa, mientras que fuerzas de tensión superficial o fuerzas de Van der Waals adquirirían gran importancia.

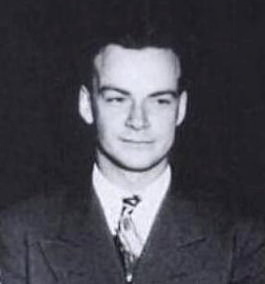
Richard Feynman dio una conferencia en 1959 que muchos años después inspiraría el desarrollo de la nanotecnología.

Después de la muerte de Feynman, académicos estudiando el desarrollo histórico de la nanotecnología concluyeron que su papel catalizador en la investigación en nanotecnología fue más bien limitado, basado en comentarios de muchas de las personas activas en el naciente campo entre 1980 y 1990. Chris Toumey, un antropólogo cultural de la Universidad de Carolina del Sur, encontró que la versión impresa de la conferencia de Feynman tuvo poca influencia en los siguientes veinte años después de su publicación, medido a través del número de citas en la literatura científica y que no tuvo influencia mayor en las décadas posteriores a la invención del microscopio de efecto túnel, en 1981. Por consecuencia, el interés en la conferencia Hay mucho espacio en el fondo en la literatura científica se han incrementado significativamente a partir de inicios de la década de 1990. Esto puede ser una consecuencia de que el término “nanotecnología” se fue popularizando poco antes de esta fecha debido al uso del mismo en el libro de 1986 de K. Eric Drexler, Motores de la Creación, el cual incorporó el concepto de Feynman de mil millones de pequeñas fábricas e incorporó la idea que podrían construir más copias de sí mismas vía un control automatizado, sin la participación de un operador humano; en la portada de un artículo titulado “Nanotecnología”, publicado poco después ese año en la revista de orientación científica de amplia circulación, OMNI. El análisis de Toumey incluyó comentarios de distinguidos miembros de la comunidad científica en nanotecnología que dijeron que Hay mucho espacio en el fondo no influenció sus trabajos iniciales, y que de hecho la mayoría de ellos ni siquiera lo habían leído a la fecha.
Estos y otros desarrollos dieron origen al redescubrimiento histórico del discurso de Feynman “Mucho espacio en el fondo”, que dio en diciembre de 1959, a lo que además se sumó el carisma y genialidad de Richard Feynman. La importancia de Feynman como un ganador del Premio Nobel y como una figura icónica de la ciencia del siglo XX seguramente ayudaron a los defensores de la nanotecnología y proveyó de un invaluable vínculo intelectual con el pasado.
K. Eric Drexler

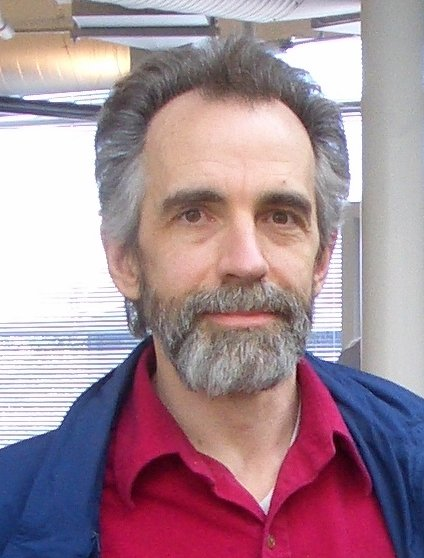
K. Eric Drexler desarrolló y popularizó el concepto de nanotecnología e inició el campo de la nanotecnología molecular.

En 1980, Drexler descubrió el provocador discurso de Feynman de 1959 Hay mucho espacio en el fondo mientras preparaba su primer artículo científico en el tema “Molecular Engineering: An approach to the development of general capabilities for molecular manipulation”, publicado en la revista Proceedings of the National Academy of Sciences in 1981. El término "nanotecnología" (el cual es idéntico al nanotecnología) de Taniguchi, fue aplicado de manera independiente por Drexler en su libro de 1986 Motores de la Creación: la próxima Era de la Nanotecnología, en el que proponía la idea de un “ensamblador” en nanoescala que sería capaz de construir una copia de sí mismo, así como otros objetos de complejidad diversa. También propuso por vez primera el término “plaga gris” para describir lo que podría ocurrir si una máquina hipotética autorreplicante, capaz de operar independientemente, fuera construida y liberada en el ambiente. La visión particular sobre la nanotecnología de Drexler se conoce como Nanotecnología Molecular o manufactura molecular.
En la década de 1980 la idea de que la nanotecnología era un área dominada por el determinismo, más que por la estocástica, basada en el manejo de átomos y moléculas individuales, fue conceptualmente explorada en profundidad por K. Eric Drexler, quien promovió la importancia tecnológica que los fenómenos y dispositivos en la nanoescala podrían tener a través de conferencias y un par de libros muy populares.
En su disertación doctoral realizada en 1991 en el MIT Media Lab, donde obtuvo el primer grado doctoral en el área de Nanotecnología Molecular, Molecular Machinery and Manufacturing with Applications to Computation, y que se publicó con el título Nanosystems: Molecular Machinery, Manufacturing, and Computation,, que recibió el premio de la Association of American Publishers al Mejor Libro de Ciencias Computacionales de 1992. Drexler fundó el Foresight Institute en 1986 con la misión de Prepararnos para la nanotecnología. Drexler ya no es más un miembro del Instituto Foresight

### Norio Taniguchi
El científico japonés Norio Taniguchi de la Universidad de Ciencia de Tokio empleó por vez primera el término “nanotecnología” en una conferencia en 1974, para describir los procesos de producción de depósitos de capa delgada y de devastado por rayo iónico en semiconductores, con un control dimensional en el orden de nanómetros. Su definición era, “La nanotecnología consiste principalmente en el procesado, separación, consolidación y deformación de materiales átomo por átomo, molécula por molécula."

## Avances experimentales
La nanotecnología y la nanociencia tuvieron un notable empuje a inicios de la década de 1980 con dos importantes desarrollos: el inicio de la ciencia de cúmulos (clusters) y la invención del microscopio de efecto túnel (STM, por sus siglas en inglés). Estos desarrollos fueron seguidos por el descubrimiento de los fullerenos en 1985 y la caracterización e identificación estructural de los nanotubos de carbono unos cuántos años después (1991).

### Invención del Microscopio de Efecto Túnel
El microscopio de efecto túnel, un instrumento para “visualizar” superficies a nivel atómico, fue desarrollado en 1981 por Gerd Binnig y Heinrich Rohrer en el Laboratorio de Investigación de IBM Zúrich, razón por la cual fueron reconocidos con el Premio Nobel de Física en 1986. Binnig, Calvin Quate y Christoph Gerber inventaron el primer microscopio de fuerza atómica en 1986. El primer microscopio de fuerza atómica disponible comercialmente fue introducido al mercado en 1989.
El investigador de IBM, Don Eigler fue el primero en manipular átomos usando un microscopio de efecto túnel en 1989. Empleando 35 átomos de Xenón escribió las letras del logotipo de IBM. El compartió el Premio Kavli en Nanociencia por este trabajo.

### Avances en ciencias interfaciales y de coloides
Las ciencias interfaciales y de coloides han existido por casi un siglo antes de que empezaran a asociarlas a la nanotecnología. Las primeras observaciones y mediciones de tamaño de nanopartículas se realizaron durante la primera década del siglo XX por Richard Adolf Zsigmondy, quien recibió en 1925 el Premio Nobel en Química; él hizo un estudio detallado de soles de oro y de otros nanomateriales con tamaños de hasta 10 nm usando un ultramicroscopio con el que fue capaz de visualizar partículas mucho menores que la longitud de onda de la luz. Zsigmondy fue también el primero en emplear el término “nanómetro” de forma explícita para caracterizar el tamaño de partícula. En la década de 1920, Irving Langmuir, ganador del Premio Nobel de Física de 1932 y Katharine B. Blodgett introdujeron el concepto de monocapa, una capa de un material de apenas una molécula de grosor. A inicios de la década de 1950, Derjaguin y Abrikosova llevaron a cabo las primeras mediciones de fuerzas superficiales.
En 1974 el proceso para realizar depósitos de capa delgada superficiales a nivel atómico fue desarrollado y patentado por Tuomo Suntola y colegas en Finlandia.
En otro desarrollo, la síntesis y propiedades de nanocristales semiconductors fue estudiada. Esto ha llevado a un gran número, que se sigue incrementando, de nanopartículas de puntos cuánticos de semiconductores.

### Descubrimiento de los fullerenos

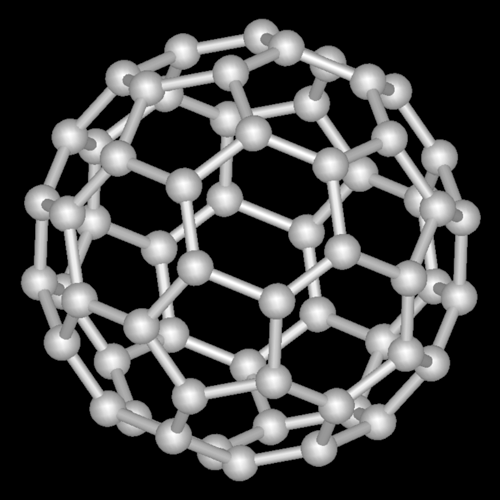
El fullereno, o buckminsterfullereno, es una molécula formada por 60 átomos de carbono, de aproximadamente 1 nm de diámetro y que asemeja un balón de fútbol (de ahí su otro nombre: "futboleno").

Los fullerenos fueron descubiertos en 1985 por Harry Kroto, Richard Smalley, y Robert Curl, quienes compartieron el Premio Nobel de Química en 1996. Las investigaciones de Smalley en fisicoquímica, se centraban en el estudio del proceso de formación de cúmulos de elementos inorgánicos y semiconductores, empleando haces pulsados moleculares y espectroscopía de masas de tiempo de vuelo. Debido a que su amplia experiencia en el campo, Robert Curl le presentó a Harold (a.k.a. Harry) Kroto, para iniciar un proyecto de colaboración sobre el estudio de los constituyentes químicos de las nubes de polvo en el espacio sideral. Estas nubes moleculares están enriquecidas con carbono, producto de la explosión de estrellas viejas, como es el caso de R Coronae Borealis. Como resultado de esta colaboración, descubrieron la molécula de C60 y a la familia de moléculas llamada fullerenos, la tercera forma alotrópica del carbono. Descubrimientos posteriores incluyeron los fullerenos endoédricos, y la extensa familia de fullerenos de alto orden.
El descubrimiento de los nanotubos de carbono se atribuye tradicionalmente a Sumio Iijima quien trabajaba en la compañía japonesa NEC en 1991, aunque los nanobutos de carbono carbón ya habían sido producidos y su observación reportada bajo distintas condiciones antes de 1991. El descubrimiento de Iijima de los nanotubos de carbono multicapa en el material insoluble producido por el proceso de descarga de arco de electrodos de grafito en 1991 y la predicción independiente por Mintmire, Dunlap, y White acerca de que si los nanotubos de carbono de capa simple pudieran ser hechos, exhibirían interesantes propiedades electrónicas y conductivas fue la fuerza de empuje inicial que hoy se asocia a la investigación en nanotubos de carbono. La investigación sobre nanotubos se aceleró de manera notable inmediatamente después del descubrimiento independiente accelerated greatly following the independent discoveries por Bethune en IBM y de Iijima en NEC de los nanotubos de carbono de capa simple y el desarrollo de métodos específicos para producirlos añadiendo catalizadores de metales de transición a la fuente de carbono en el método de descarga de arco.
A inicios de la década de 1990 Huffman y Kraetschmer, de la Universidad de Arizona, descubrieron como sintetizar y purificar grandes cantidades de fullerenos. Esto dio paso a la oportunidad para caracterizarlos y funcionalizarlos a cientos de investigadores en laboratorios alrededor del mundo. Poco después, fue descubierto que moléculas de C60 dopadas con rubidio (Rb) eran superconductores a temperaturas medianas (Tc = 32 K). Durante un congreso de la Materials Research Society en 1992, el Dr. T. Ebbesen (NEC) describió a una audiencia incrédula el descubrimiento y caracterización de nanotubos de carbono. Esta charla motivó a los asistentes a regresar a sus laboratorios para reproducir y avanzar en esos descubrimientos nuevos. Usando sistemas similares a aquellos empleados por Huffman y Kratschmere, cientos de investigadores han hecho notables contribuciones y avances en el campo de la nanotecnología basada en nanotubos de carbono.

## Contribuciones regionales al desarrollo de la Nanotecnología

### Estados Unidos
Los Estados Unidos de América cuentan con una de las infraestructuras educativas, públicas y privadas, más importantes para el desarrollo de proyectos de formación académica de recursos humanos y realización de proyectos de investigación básica y aplicada en nanociencias y nanotecnología a nivel global. Numerosos investigadores estadounidenses destacan por sus contribuciones al desarrollo del área.

#### Instituciones Educativas y Centros de Investigación
- Centro Internacional de Nanotecnología y Materiales Avanzados de la Universidad de Texas en San Antonio
- Centro para la Ciencia y Tecnología en Nanoescala y Centro de Nanotecnología Biológica y Ambiental de la Universidad de Rice
- College of Nanoscale Science and Engineering de la Universidad Estatal de Nueva York
- Instituto de Nanotecnología “Alan MacMardid” de la Universidad de Texas en Dallas
- Instituto Internacional de Nanotecnología y Centro de Nanofabricación y Autoensamblaje Molecular de la Universidad de Northwestern

#### Investigadores Destacados
- Richard Feynman, Instituto Tecnológico de California (fallecido)
- Richard Smalley, Universidad Rice (fallecido)
- Robert F. Curl, Universidad Rice
- Charles Lieber, Universidad de Harvard
- Paul Alivisatos, Laboratorio Nacional Lawrence Berkeley
- Vicky Colvin,[28] Universidad Rice
- Chad Mirkin, Universidad de Northwestern
- George M. Whitesides, Universidad de Harvard
- Fraser Stoddart, Universidad de Northwestern

#### Iniciativa Nacional en Nanotecnología

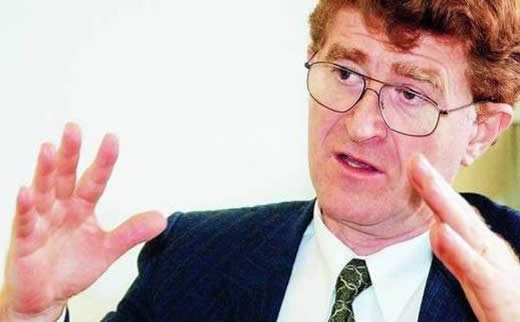
Mihail Roco de la Fundación Nacional para la Ciencia estadounidense proponiendo de manera official la Iniciativa Nacional en Nanotecnología a la Oficina Ejecutiva del Presidente de los Estados Unidos de América en la Casa Blanca, personaje clave en su desarrollo inicial.

La Iniciativa Nacional en Nanotecnología (INN) es un programa federal de investigación y desarrollo del gobierno de los Estados Unidos de América. “La INN es el punto central de comunicación, cooperación y colaboración para todas las agencias federales involucradas en investigación en nanotecnología, poniendo juntas la experiencia necesaria para avanzar en este campo amplio y complejo." Sus metas son desarrollar un programa de investigación y desarrollo en nanotecnología de clase mundial, fomentar la transferencia de nuevas tecnologías en productos comerciales de beneficio público, desarrollar y mantener recursos educativos, una fuerza de trabajo especializada y crear una infraestructura y herramientas de apoyo para avanzar en el área, así como soportar el desarrollo responsable de la misma. La iniciativa fue presentada por Mihail Roco, quien propuso la Iniciativa Nacional en Nanotecnología a la Oficina de Políticas de Ciencia y Tecnología de Estados Unidos de América durante la administración de Bill Clinton en 1999, y fue el arquitecto clave en su desarrollo y creación. Actualmente es asesor principal de Nanotecnología en la Fundación Nacional para la Ciencia estadounidense, así como consejero fundador del Subcomité de Ciencia, Ingeniería y Tecnología en Nanoescala del Consejo Nacional de Ciencia y Tecnología.
El presidente estadounidense Bill Clinton impulsó el desarrollo de la nanotecnología. En un discurso impartido el 21 de enero de 2000 en el Instituto de Tecnología de California, Clinton dijo, "Algunas de nuestras metas pueden llegar a alcanzarse en veinte o más años, pero es precisamente por ello que es importante que el gobierno federal participe”. El prestigio de Feynman y sus conceptos de fabricación precisa a nivel atómico, jugaron un papel central en asegurar el financiamiento para la investigación en nanotecnología, como lo mencionó el propio presidente Bill Clinton en su discurso:

Mi presupuesto apoyará una nueva Iniciativa Nacional en Nanotecnología, con más de 500 millones de dólares. El Instituto de Tecnología de California no es ajeno a la idea de la nanotecnología la habilidad para manipular la materia a una escala atómica y molecular. Hace más de 40 años, Richard Feynman se preguntó, "¿Qué ocurriría si pudiéramos acomodar los átomos uno por uno, de la forma en que nosotros decidamos?"

El presidente estadounidense George W. Bush incrementó aún más el financiamiento para nanotecnología. El 3 de diciembre de 2003, Bush aprobó el Acta de Investigación y Desarrollo en Nanotecnología del siglo XXI la cual autorizó inversiones para las cinco agencias que participan en esta por más de 3,630 millones de dólares durante los cuatro años siguientes. El presupuesto de la INN para el año fiscal de 2009 otorgó $1,500 millones a la INN, mostrando el crecimiento sostenido en la inversión en nanotecnología.

### México

#### Desarrollo histórico
Aunque el inicio de la nanotecnología y la nanociencia en México puede relacionarse con los trabajos pioneros en microscopía electrónica de transmisión realizados en el Instituto de Investigaciones en Materiales de la UNAM en la década de 1960, podemos afirmar que el primer esfuerzo estructurado e importante en esta área inició a finales de la década de 1990 con la instalación del primer Laboratorio de Nanotecnología de Carbono en 1999 en el Departamento de Física Aplicada y Tecnología Avanzada del Instituto de Física de la UNAM en Juriquilla, Querétaro, encabezado por el destacado nanotecnólogo mexicano, el físico Dr. Humberto Terrones Maldonado. Posteriormente, junto con el físico José Luis Morán, participan en la creación del Instituto Potosino de Investigación Científica y Tecnológica en la ciudad de San Luis Potosí, sitio en donde crearon el primer programa de posgrado especializado en Nanociencia y Nanotecnología en América Latina (Maestría y Doctorado en Nanociencia y Nanotecnología). Humberto Terrones Maldonado junto con su hermano el Dr. Mauricio Terrones Maldonado atraen al IPICYT a un grupo importante de investigadores en el área de Nanociencia y Nanotecnología entre los años de 2001 y 2009, integrando el entonces llamado “Grupo de Investigación en Nanociencia y Nanotecnología” que en su momento fue considerado uno de los 10 grupos de investigación en el área más productivos e influyentes en el mundo. Como parte de las aportaciones de este grupo de investigación se creó el Laboratorio Nacional de Investigación en Nanociencia y Nanotecnología (LINAN) en el IPICYT. Este grupo se desintegró en diciembre de 2009 con la salida del IPICYT de los doctores Mauricio y Humberto Terrones.
Paralelo a este esfuerzo, otros grupos fueron formándose y consolidándose en el país. En la UNAM y en el Instituto de Investigaciones Nucleares, el grupo del Dr. Miguel José Yacamán fortaleció sus capacidades para caracterización de materiales nanoestructurados mediante microscopía electrónica de transmisión de alta resolución y desarrolló métodos químicos para la preparación de nanopartículas metálicas y bimetálicas. En octubre de 1994, luego de los esfuerzos de varios investigadores de la UNAM y con apoyo del CONACYT se funda el Centro de Investigación en Materiales Avanzados (CIMAV) en la ciudad de Chihuahua, México. En 2006 se creó el Laboratorio Nacional de Nanotecnología (NanoteCh) en el CIMAV. En abril de 2008 se creó la Unidad del CIMAV en el Parque de Investigación e Innovación Tecnológica en Monterrey, en donde también se realizan trabajos de investigación en nanociencias y nanotecnología.

#### Investigadores Destacados
- Mauricio Terrones Maldonado, Universidad Estatal de Pensilvania
- Humberto Terrones Maldonado, Universidad Estatal de Pensilvania
- Miguel José Yacamán, Universidad de Texas en San Antonio
- José Luis Morán López, IPICYT
- Yadira Itzel Vega Cantú, IPICYT
- Fernando Jaime Rodríguez Macías, IPICYT
- Emilio Muñoz Sandoval, IPICYT
- Juan José Vilatela, Instituto Madrileño de Estudios Avanzados-Materiales
- Víctor Manuel Castaño Meneses, Centro de Física Aplicada y Tecnología Avanzada
- Jesús González Hernández, CIMAV
- Umapada Pal, Benemérita Universidad Autónoma de Puebla
- Velumani Subramaniam, CINVESTAV
- Felipe Cervantes Sodi, Universidad Iberoamericana
- Sergio Eduardo Ulloa, Universidad de Ohio
- Yolanda Irasema Chirino UNAM

#### Instituciones Educativas y Centros de Investigación
- Centro de Nanociencias y Nanotecnología, de la UNAM
- Departamento de Nanotecnología[36] del Centro de Física Aplicada y Tecnología Avanzada de la UNAM
- Laboratorio Nacional de Investigaciones en Nanociencias y Nanotecnología (LINAN) del IPICYT
- Laboratorio Nacional de Nanotecnología (NanoteCh) del CIMAV
- Laboratorio Nacional de Nanoelectrónica (LNN) del Instituto Nacional de Astrofísica, Óptica y Electrónica
- Clúster de Nanotecnología en el Parque de Investigación e Innovación Tecnológica de Monterrey
- Laboratorio Avanzado de Nanoscopia Electrónica del CINVESTAV
- Centro de Innovación, Investigación y Desarrollo en Ingeniería y Tecnología (CIIDIT) de la Universidad Autónoma de Nuevo León
- Centro de Investigación en Micro y Nanotecnología (Microna)[37] de la Universidad Veracruzana
- Laboratorio de Nanociencia y Nanotecnología[38] de la Universidad Iberoamericana

## Interés público creciente y controversias

### "Por qué el futuro no nos necesita"
"Por qué el futuro no nos necesita" es un artículo escrito por Bill Joy, en ese entonces científico en jefe en Sun Microsystems, en el número de abril de 2000 de la revista Wired. En el artículo, el argumenta que "Nuestras tecnologías más poderosas del siglo XXI: robótica, ingeniería genética, y nanotecnología, amenazaban con poner a la raza humana en calidad de especie amenazada." Joy argumenta que el desarrollo de estas tecnologías genera un riesgo para la humanidad mucho mayor que el de cualquier otra tecnología en el pasado. En específico, él se enfoca en la genética, la nanotecnología y la robótica. El dice que las tecnologías de destrucción del siglo XX, tales como la bomba nuclear, estaban limitadas a gobiernos con enorme capacidad política y económica, debido a su complejidad y costo, así como por la dificultad para adquirir los materiales necesarios. El expresa también su preocupación por el incremento en el poder de cómputo. Su preocupación es que las computadoras, en algún momento, se harán más inteligentes que nosotros, llevando a una distopía en donde una pudiera ocurrir una rebelión cibernética. El cita al Unabomber al respecto. Después de la publicación del artículo, Bill Joy sugirió que era necesario asesorar a los desarrolladores de las tecnologías para minimizar los peligros implícitos, así como que los científicos deberían negarse a trabajar en tecnologías que pudieran tener potencial impacto dañino.
En un artículo del Anuario 2001 de Ciencia y Tecnología de la Asociación Estadounidense para el Avance de la Ciencia (AAAS por sus siglas en inglés), titulado A Response to Bill Joy and the Doom-and-Gloom Technofuturists, Bill Joy fue criticado por su visión pesimista y por no considerar los factores sociales en su predicción. Ray Kurzweil, en su libro The Singularity Is Near, cuestionó la regulación de tecnologías potencialmente peligrosas, pidiendo que "¿Acaso deberíamos decirle a millones de personas afectadas por el cáncer y otras enfermedades devastadoras que vamos a cancelar el desarrollo de todos los tratamientos de bioingeniería debido al riesgo potencial de que estas mismas tecnologías puedan, algún día, ser usadas para propósitos malignos?".

### Debate Drexler/Smalley
Richard Smalley, más conocido como el codescubridor de las moléculas con forma de balón de fútbol, los “fullerenos” y un ferviente defensor de la nanotecnología y sus muchas aplicaciones, era un crítico severo de la idea del ensamblador molecular, que defendía Eric Drexler. En 2001 él explicó una serie de problemas científicos de estos atacando la idea de los ensambladores universales en un artículo publicado en 2001 en la revista Scientific American, lo que generó una respuesta poco más tarde ese mismo año de parte de Drexler y sus colegas, y eventualmente a un intercambio de cartas abiertas en 2003.
Smalley criticó el trabajo de Drexler en nanotecnología como demasiado ingenuo, argumentando que la química es demasiado complicada, las reacciones difíciles de controlar y que, por tanto, un ensamblador universal era un objeto ficticio. Smalley creía que tales ensambladores no podían existir físicamente y, por tanto, señaló una serie de impedimentos científicos a estos. Sus dos principales objeciones las nombró como “el problema de los dedos gruesos” y “el problema de los dedos pegajosos”, argumentaban contra la capacidad de los ensambladores moleculares para ser capaces de seleccionar con precisión y ubicar átomos individuales. El también creía que las especulaciones de Drexler sobre los peligros apocalípticos de los ensambladores moleculares (la plaga gris) amenazaban el apoyo público al desarrollo de la nanotecnología.
Smalley primero criticó que los "dedos gruesos" hacían la manufactura molecular imposible. Luego argumento que las nanomáquinas tendrían que parecerse a las enzimas más que a los ensambladores de Drexler y sólo podrían funcionar apropiadamente en agua. Él creía que esto excluiría la posibilidad de los “ensambladores moleculares” pudieran trabajar con precisión, tomando y moviendo átomos individuales. También, Smalley comentó que prácticamente toda la química moderna involucra reacciones que ocurren en disolventes (usualmente, agua), debido a que las moléculas pequeñas del disolvente contribuyen en muchos aspectos de la reacción, tales como en la disminución de las energías de enlace en los estados de transición. Ya que prácticamente toda la química conocida requiere de disolventes, Smalley sentía que la propuesta de Drexler de usar ambientes al alto vacío no era práctica.
Smalley también creía que las especulaciones de Drexler sobre los peligros apocalípticos de máquinas autorreplicantes que eran similares a los "ensambladores moleculares" podía poner en riesgo la opinión y apoyo público al desarrollo de la nanotecnología. Para mediar en el debate entre Drexler y Smalley sobre los ensambladores moleculares, la revista Chemical & Engineering News publicó una serie de columnas de opinión y contraopinión consistentes en un intercambio de cartas sobre este tema.
Drexler y sus colaboradores respondieron a estos dos señalamientos en una publicación en 2001. Drexler y sus colegas indicaron que Drexler nunca propuso un ensamblador universal capaz de hacer absolutamente de todo, sino que en vez de ello propuso un ensamblador más bien limitado a hacer una amplia variedad de cosas. Ellos desafiaron la validez de los argumentos de Smalley a las propuestas avanzadas y más específicas que realizó en Nanosystems. Drexler sostuvo que los argumentos de Smalley eran huecos y que, en el caso de las enzimas, el Prof. Klibanov había escrito en 1994, "...el uso de una enzima en un disolvente orgánico elimina varios obstáculos..." Drexler también se refirió a ello en Nanosystems mostrando matemáticamente que un catalizador bien diseñado puede contemplar compensar los efectos de un solvente y que puede, fundamentalmente, hacerse más eficiente que lo que podría ser una reacción que requiriera solventes. Drexler tuvo dificultad en conseguir una respuesta de Smalley, pero en diciembre de 2003, Chemical & Engineering News publicó la cuarta parte del debate.
Ray Kurzweil ocupó cuatro páginas en su libro 'The Singularity Is Near' para demostrar que los argumentos de Richard Smalley no eran válidos, y para discutirlos punto por punto. Kurzweil terminó diciendo que la visión de Drexler era muy práctica y que incluso ya estaba sucediendo.

### Reporte de la Royal Society sobre las implicaciones de la nanotecnología
LaRoyal Society y laRoyal Academy of Engineering de Inglaterra, publicó en 2004 un reporte sobre las implicaciones de la nanociencia y la nanotecnología inspirado por la preocupación del Príncipe Carlos sobre la nanotecnología, incluyendo la manufactura molecular. Sin embargo, el reporte no dedicó mucho espacio a la manufactura molecular. De hecho, el nombre de "Drexler" aparece solo una vez en el texto del reporte (pasajeramente) y las palabras "manufactura molecular" o "nanotecnología molecular" no aparecen en ninguna parte. El reporte trata sobre los riesgos variados de las tecnologías en la nanoescala, tales como la toxicología de nanopartículas. También provee de una visión general sobre varios campos de la nanoescala. El reporte contiene un anexo (apéndice) sobre la plaga gris, la cual cita una variación debilitada de los arguementos de Richard Smalley en contra de la manufactura molecular. El reporte concluye que no hay evidencia de que nanomáquinas autónomas, autoreplicantes puedan ser desarrolladas en el futuro próximo, y sugiere que las regulaciones deban estar más enfocadas con temas relacionados con la nanotoxicología.

## Aplicaciones comerciales iniciales
El inicio de la década del 2000 fue testigo del comienzo del uso de la nanotecnología en productos comerciales, aunque la mayoría de las aplicaciones han estado limitadas al uso en grande escala de nanomateriales pasivos. Ejemplos incluyen el uso de nanopartículas de dióxido de titanio y óxido de zinc en bloqueadores solares, cosméticos y en algunos productos alimenticios; nanopartículas de plata en empaques de alimentos, ropa, desinfectantes y en productos de uso casero tales como la Nano-plata; nanotubos de carbono para textiles anti-manchas; y óxido de cerio en catalizadores de combustible. Alrededor de marzo de 2011, el Proyecto de Nanotecnologías Emergentes estimó que más de 1300 productos manufacturados e identificados estaban disponibles públicamente, con los más nuevos impactando el mercado a una velocidad de 3 o 4 por semana.
La Fundación Nacional para la Ciencia estadounidense apoyó al investigador David Berube para estudiar el campo de la nanotecnología. Sus hallazgos se publicaron en la monografía "Nano-Hype: The Truth Behind the Nanotechnology Buzz". Este estudio concluyó que mucho de lo que se vende como "nanotecnología" es en realidad un producto común proveniente de la ciencia de materiales, lo que nos está llevando a una "industria de nanotecnología soportada en la venta de nanotubos, nanoalambres y sus similares", con lo que "terminará con unos cuántos proveedores vendiendo productos con un bajo margen de ganancia en gran volumen". Las aplicaciones futuras requerirán manipulaciones reales sobre el arreglo de los componentes en la nanoescala y esto requerirá de nuevas investigaciones. Aunque algunas tecnologías se comercializan con el término 'nano', muy pocas veces están realmente relacionadas con este campo y se alejan de las metas transformadoras y ambiciosas de las propuestas de la manufactura molecular, al menos como se pensaría que fueran. De acuerdo a Berube, hay un riesgo de que una "nano burbuja" se forme, o se esté formando actualmente, por el uso común del término entre científicos y emprendedores para allegarse de fondos, sin interesarles las posibilidades transformativas de trabajos más ambiciosos y de largo alcance.

## Ligas Externas
- T. Mappes et al. (2012). «The Invention of Immersion Ultramicroscopy in 1912—The Birth of Nanotechnology?». Angewandte Chemie International Edition 51 (45): 11208-11212. doi:10.1002/anie.201204688.
- Who Invented Nanotechnology

Este artículo fue creado mediante la traducción de History of nanotechnology (versión: https://en.wikipedia.org/wiki/History_of_nanotechnology) y está siendo ampliado y editado en la versión en español.
- Datos: Q3974161